# نیکی دیوردیس
نیکی دیوردیس (انگلیسی: Nicky Deverdics؛ زادهٔ ۲۴ نوامبر ۱۹۸۷) بازیکن فوتبال اهل بریتانیا است.
از باشگاه‌هایی که در آن بازی کرده‌است می‌توان به باشگاه فوتبال بلیث اسپارتانس، باشگاه فوتبال گیتزهد، باشگاه فوتبال تیم نورتامبریا، باشگاه فوتبال آلفرتون تاون، باشگاه فوتبال بارنت، و باشگاه فوتبال دوور اتلتیک اشاره کرد.